# Zelandothyas diamphida
Zelandothyas diamphida är en spindeldjursart som beskrevs av Cook 1983. Zelandothyas diamphida ingår i släktet Zelandothyas och familjen Zelandothyadidae. Inga underarter finns listade i Catalogue of Life.